# Kwameid
Kwameid was een Nederlands tijdschrift dat van maart 1981 tot maart 1989 door de gelijknamige Amsterdamse meidenbeweging werd uitgegeven. Kwameid was het eerste Nederlandse blad gemaakt voor en door meisjes. Er zijn in totaal 32 nummers verschenen.

## Geschiedenis
De oorsprong van het blad zat in een meidengroep van het ANJV die wekelijks bij elkaar kwam om te praten over allerlei zaken. De naam Kwameid was een knipoog naar kwajongen, maar werd ook gebruikt als kwaaie meiden want kwameiden verzetten zich tegen knellende normen en verwachtingen hoe een meisje hoorde te zijn. Kwameid hoorde bij de tweede feministische golf en schuurde aan de punk-/kraakbeweging van de jaren 80. In maart 1981 verscheen de eerste uitgave van het blad, gemaakt door een zeskoppige redactie. Het was een gestencild blaadje dat voor 1 gulden aan bekenden werd verkocht. 
In 1983 verstrekte de gemeente Amsterdam subsidie voor het blad, zodat een extra uitgave mogelijk werd dat voornamelijk over werk werkloosheid ging. Deze uitgave had een oplage van 1300 exemplaren. Later werd Kwameid een gedrukt blad dat 6 keer per jaar verscheen, landelijk verspreid via vrouwen- en alternatieve boekhandels en circa 500 abonnees telde. Jonge freelancers uit het hele land vulden de Amsterdamse redactie aan, die gehuisvest was in het Amsterdams Vrouwenhuis en bestond uit vrijwilligers. Onderwerpen waarover geschreven werd waren onder andere feminisme, seksualiteit, rolpatronen, weglopen, werkloosheid, meisjesdromen, geweld, zelfdoding, discriminatie en vooroordelen.

## Stichting Kwameid
In 1984 werd Stichting Kwameid opgericht. De stichting beoogde jonge vrouwen te stimuleren tot zelfredzaamheid en zelfontplooiing, seksisme en racisme te bestrijden en maatschappelijke problemen aan de hand van eigen ervaringen uit te werken en aan de kaak te stellen. 

## Archieven
Bladen en posters van Kwameid liggen ter inzage bij de Nationale Bibliotheek (Den Haag), het Kennisinstituut voor Emancipatie en Vrouwengeschiedenis Atria (Amsterdam) en het Internationaal Instituut voor Sociale Geschiedenis (eveneens Amsterdam).